# ハナブトオオトカゲ
ハナブトオオトカゲ(Varanus salvadorii)は、爬虫綱有鱗目オオトカゲ科オオトカゲ属に分類されるトカゲ。本種のみでパプアオオトカゲ亜属を形成する。ワニオオトカゲ、クロコダイルモニター、クロコダイルオオトカゲとも呼ばれる。

## 分布
ニューギニア島南部

## 形態
オオトカゲ科最長種。標本がある確実な記録は全長244センチメートル。最大全長475センチメートルに達するという報告例もあるが、標本などは不明。尾は非常に長く、頭胴長の2倍以上に達する。体色は黒で、黄色い斑点が帯状に入る。
吻端は太く、丸みを帯びる。鼻孔は楕円形で、吻端寄りに開口する。四肢や爪は、発達する。

## 生態
樹上棲。物に巻きつけることができる長い尾や、四肢をつかい木に登ることができる。地表に降りたり、河川で泳ぐこともある。
鳥類やその卵、小型哺乳類などを食べると考えられている。太い吻端で樹皮を剥がし、中にいる節足動物を食べることもある。

## 人間との関係
1975年のワシントン条約発効時から、オオトカゲ属単位でワシントン条約附属書IIに掲載されている。
ペットとして飼育されることもあり、日本にも輸入されている。日本では、ヴァラヌス・サルヴァドリイとして特定動物に指定されている。